# Izobara van ’t Hoffa
Izobara van ’t Hoffa – jedna z postaci równania van ’t Hoffa, zaproponowanego przez Jacobusa van ’t Hoffa, wiążącego temperaturową zmienność stałej równowagi {\displaystyle (K)} reakcji chemicznej z jej energetycznymi efektami (powinowactwem chemicznym, {\displaystyle A}). Równanie izobary dotyczy reakcji izobaryczno-izotermicznych {\displaystyle (p,T=\mathrm {const} ),} w których nie jest wykonywana praca (poza pracą zmiany objętości). Miarą powinowactwa takich reakcji jest entalpia swobodna reakcji {\displaystyle (-\Delta g)}:
{\displaystyle A=-\Delta g=-\sum {\nu _{i}\mu _{i}},}
gdzie:
- współczynniki stechiometryczne {\displaystyle \nu _{i}>0} dla produktów i {\displaystyle \nu _{i}<0} dla substratów,
- potencjał chemiczny {\displaystyle \mu _{i}=\left({\frac {\partial g}{\partial n_{i}}}\right)_{T,p,n_{j}\neq i}.}

Równanie izobary van’t Hoffa jest wyrażane jako:
{\displaystyle \left({\frac {\partial \ln K}{\partial T}}\right)_{p}={\frac {\Delta h^{\ominus }}{RT^{2}}}={\frac {\Delta Q_{p}^{\ominus }}{RT^{2}}},}
gdzie:
{\displaystyle \Delta h^{\ominus }} – standardowa entalpia reakcji (wyznaczona dla aktywności reagentów {\displaystyle a_{i}=1}),
{\displaystyle Q_{p}^{\ominus }} – standardowe ciepło reakcji pod stałym ciśnieniem.